# Zupano
Lo zupano (in ungherese ispán, in croato župan), anticamente anche giuppano, è un titolo amministrativo che era diffuso durante il Medioevo nell'Europa centrale e balcanica, corrispondente all'italiano gastaldo.
Viene anche italianizzato in spano, soprattutto in riferimento a Filippo Buondelmonti degli Scolari, detto appunto Pippo Spano, che divenne ispán nel Regno d'Ungheria, 
Nel Friuli in passato lo zupano era il capo di un maso.
Il termine è tuttora in uso, sia nella forma croata župan sia in quella italiana, per i presidenti delle Regioni della Croazia, anche nella forma femminile zupana. Le regioni croate (županija) sono anche dette in italiano zupanìe, mentre nel significato storico si dice più comunemente che lo zupano amministrava uno zupanato.